# ギルバート・アンド・サリヴァン
ギルバート・アンド・サリヴァン(Gilbert and Sullivan) は、ヴィクトリア朝時代、リブレティストのウィリアム・S・ギルバート(1836年–1911年)と作曲家のアーサー・サリヴァン(1842年–1900年)が劇作を製作するために組んだパートナーシップ。1871年から1896年の間に2人は『H.M.S. Pinafore 』、『ペンザンスの海賊』、『ミカド』などコミック・オペラ14作を製作した。
台詞を執筆するギルバートは、妖精がイギリス貴族と交際したり、いちゃつきは死罪だったり、ゴンドラの船頭が王様になったり、悪事を働いていた海賊が貴族になるなど、空想上のめちゃくちゃな(topsy-turvy)世界を作り出した。ギルバートより6歳若いサリヴァンは作曲を行ない、ユーモアと哀愁を兼ね備えた忘れがたいメロディを作り出した 。
彼らのオペラは幅広い客層に受け入れられ、長年世界的成功を収め、現在も英語圏で上演され続けている。20世紀の間、ギルバートとサリヴァンは革新を続け、ミュージカル界の発展に影響を与えた。彼らのオペラは政治論、文学、映画、テレビに影響を与え、ユーモアのある人々によって広くパロディやパスティーシュが行なわれている。プロデューサーのリチャード・ドイリー・カートはギルバートとサリヴァンを引き合わせ、彼らのコラボレーションを支援した。1881年、彼は後にサヴォイ・オペラとして知られるようになる彼らの作品を上演するためのサヴォイ劇場を建て、1世紀以上ギルバートとサリヴァンの作品の上演およびプロモーションのためのドイリー・カート・オペラ・カンパニーを組織した。

## コラボレート作品

### 主な作品およびオリジナル・ロンドン公演上演回数

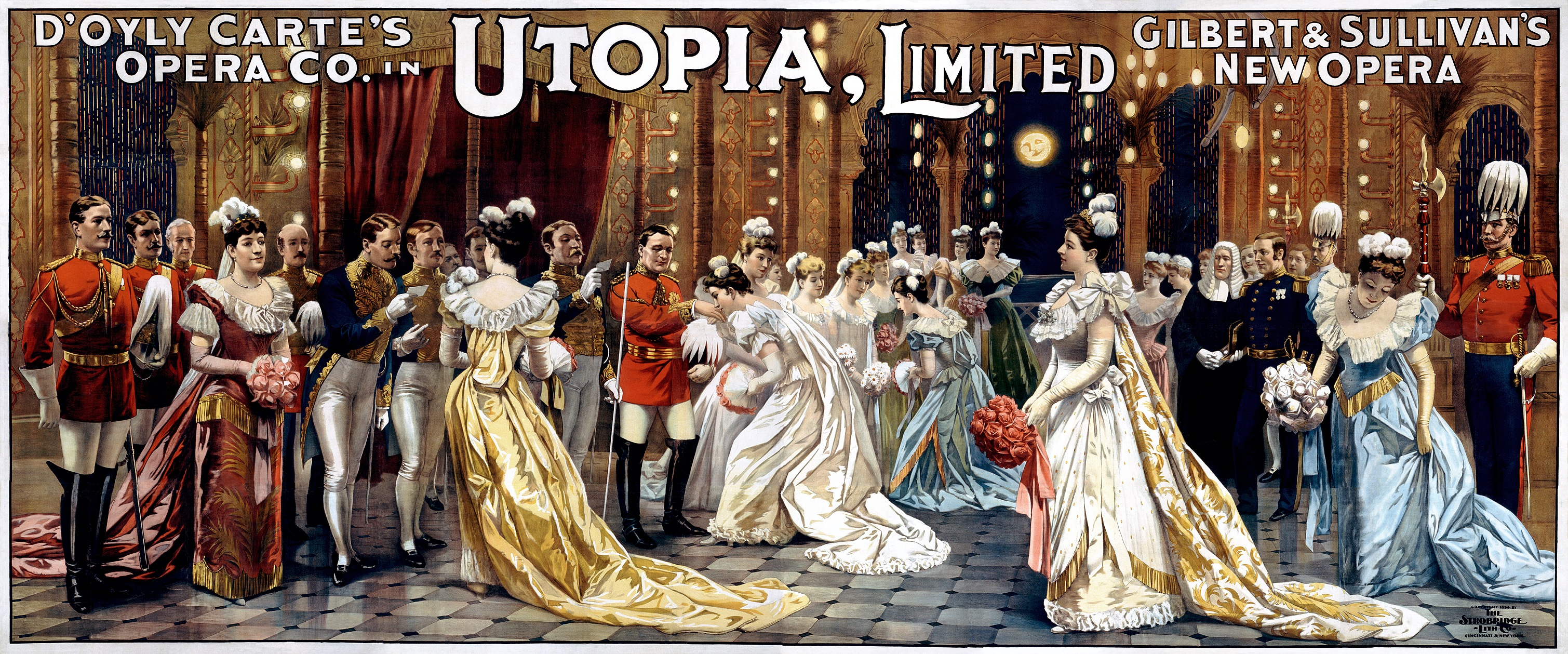
Utopia, Limitedのポスター

- Thespis/The Gods Grown Old (1871年) 63回
- Trial by Jury (1875年) 131回
- The Sorcerer (1877年) 178回
- H.M.S. Pinafore/The Lass That Loved a Sailor (1878年) 571回
- ペンザンスの海賊 The Pirates of Penzance/The Slave of Duty (1879年) 363回
- The Martyr of Antioch (カンタータ) (1880年) (ヘンリー・ハート・ミルマンの詩を改編)
- Patience/Bunthorne's Bride (1881年) 578回
- Iolanthe/The Peer and the Peri (1882年) 398回
- Princess Ida/Castle Adamant (1884年) 246回
- ミカド The Mikado/The Town of Titipu (1885年) 672回
- Ruddigore/The Witch's Curse (1887年) 288回
- The Yeomen of the Guard/The Merryman and his Maid (1888年) 423回
- The Gondoliers/The King of Barataria (1889年) 554回
- Utopia, Limited/The Flowers of Progress (1893年) 245回
- The Grand Duke/The Statutory Duel (1896年) 123回

## その他の作品

### 翻訳版
ギルバートとサリヴァンのオペラはポルトガル語、イディッシュ語、ヘブライ語、スウェーデン語、オランダ語、デンマーク語、エストニア語、ハンガリー語、ロシア語、日本語、フランス語、イタリア語、スペイン語(『H.M.S. Pinafore』のサルスエラ版を含む)、カタロニア語など多くの言語に翻訳されている。
『Der Mikado (ミカド)』など、彼らの作品は特にドイツ語に多く翻訳されている。『The Grand Duke』のドイツ語版もある。いくつかのドイツ語版はFriedrich Zellと『こうもり』やその他のウィーン・オペラのリブレティストのRichard Genéeが翻訳を手がけた。他にサリヴァンの知名度が低いオペラ『The Chieftain』も『Der Häuptling』としてドイツ語版に翻訳された。

### バレエ版
- 1991年、『Pirates of Penzance - The Ballet!』クイーンズランド・バレエ団
- 1951年、『Pineapple Poll』ジョン・クランコ振付、サドラーズウェルズ劇場にてバーミンガム・ロイヤル・バレエ団。1870年のギルバートによるBab Balladである『The Bumboat Woman's Story』を基にした『H.M.S. Pinafore 』をベースにしている。クランコはギルバートの詩の筋を拡大し、ハッピーエンドを追加した。音楽はサリヴァンのテーマからチャールズ・マッケラスが編曲した。

### 書籍化、ミュージカル化、映画化など
ギルバートは『H.M.S. Pinafore』、『ミカド』のストーリーをオペラ作品に含まれていない話を追加して児童文学『The Pinafore Picture Book』、『The Story of The Mikado』として編集した。他の多くの児童書にもオペラの筋書、キャラクター、出来事などが引用されている。19世紀、最も人気のあったギルバートとサリヴァンの歌や音楽はダンス音楽として使われていた。
彼らのオペラ作品から多くのミュージカル作品や映画が製作された:
- The Swing Mikado (1938年; シカゴ – 全員黒人出演者)
- The Hot Mikado (1939年)/Hot Mikado (1986年)
- The Jazz Mikado (1927年, ベルリン)
- Hollywood Pinafore (1945年)
- The Cool Mikado (1962年、映画)
- The Black Mikado (1975年)
- Dick Deadeye, or Duty Done (1975年、アニメ映画)
- パイレーツ・ムービー The Pirate Movie (1982年、映画)
- The Ratepayers' Iolanthe (1984年; ローレンス・オリヴィエ賞受賞ミュージカル)ネッド・シャーリン、アリステア・ビートンによる[15]
- Metropolitan Mikado (シャーリン、ビートンによる政治風刺。1985年、クイーン・エリザベス・ホールにてルイス・ゴールド、サイモン・バタリス、ローズマリー・アシュ、ロバート・ミードモア、マーティン・スミス出演)[16]
- Di Yam Gazlonim アル・グランドによる (1986年; 『Pirates 』イディッシュ語版; 2007年、ニューヨーク・プロダクションがドラマ・デスク・アワードにノミネート)[17]
- Pinafore! (A Saucy, Sexy, Ship-Shape New Musical) (マーク・サヴェジによる。2001年、カリフォルニア州ロサンゼルスにあるセレブレイション劇場にて初演; 女性登場人物は1人、ゲイの男性登場人物が1人)[18]
- Gondoliers: マフィアをテーマにしたオペラ。ジョン・ドイルにより大幅に再編され、サラ・トラヴィス作曲および編曲。ウォーターミル劇場で初演後、2001年、ウエスト・エンドのアポロ・シアターで上演された。このプロダクションではドイルの演出法を取り入れている[19]。
- Parson's Pirates by Opera della Luna (2002年)
- The Ghosts of Ruddigore by Opera della Luna (2003年)
- Pinafore Swing, ウォーターミル劇場 (2004年 ドイルによるこの作品は出演者が演奏も兼ねている)[20]